# Sporting do Príncipe
Sporting Clube do Príncipe is een voetbalclub in Sao Tomé en Principe uit Santo António in het district Pagué, provincie Principe. De club speelt in de eilandcompetitie van Principe, waarvan de kampioen deelneemt aan het voetbalkampioenschap van Sao Tomé en Principe, de eindronde om de landstitel.
De club is in de loop van de jaren 00 als zesde club in de eilandcompetitie erbij gekomen. Het eerste succes werd geboekt toen Sporting do Príncipe op 6 maart 2010 in de finale van de nationale beker stond, de wedstrijd werd met 2-1 verloren van 6 de Setembro.
In 2011 werd Sporting do Príncipe uitgeroepen tot eilandkampioen toen bleek dat rivaal Sport Operário e Benfica een onreglementaire speler had opgesteld. In de finale om het nationale kampioenschap werd verrassend gewonnen van het favoriet geachte Vitória FC (Riboque). 2012 was een goed jaar voor Sporting, de club won zowel het eilandkampioenschap als het landskampioenschap en de nationale beker. Als landskampioen had de club zich geplaatst voor de CAF Champions League 2013 maar meldde zich af. In 2014 haalde Sporting de nationale bekerfinale maar ging met 1–2 onderuit tegen União Desportiva Rei Amador. In 2015 werd de club eilandkampioen, maar verloor de nationale finale.
Zoals alle clubs van Principe, heeft de club geen vrouwenteam.

## Erelijst
Landskampioen2011, 2012
Eilandkampioen2011, 2012, 2015
Bekerwinnaar2012
1º de Maio · GD Os Operários · FC Porto Real · Sporting do Príncipe · GD Sundy · União Desportiva Aeroporto, Picão e Belo Monte